# 표식
표식(본명: 홍창현, 2000년 3월 12일 ~ )은 대한민국의 리그 오브 레전드 프로게이머로 아이디는 Pyosik이다. 포지션은 정글이다. 현재 DN 프릭스 소속이다.

## 아마추어 시절
데뷔 이전 이상호의 개인방송 장인초대석에 출연했다.
이후 다음 표식은 너야라는 닉네임으로 아프리카TV에서 개인방송을 진행하였다.

## 선수 생활
2019년 11월, 드래곤X의 아카데미에 입단했다.
2019년 12월, 드래곤X의 1군으로 승격되었다. 2020 시즌을 앞두고 팀의 주전 정글러로 낙점되었다. 2020 스프링 시즌에서는 중간중간 부족한 모습도 보여주었지만 팀의 포스트시즌 진출에 기여했다. 스프링 시즌 종료 이후 미드 시즌 컵에 참가했다. 2020 서머 시즌에서는 스프링 시즌에 비해 발전된 모습을 보여주면서 팀의 준우승과 롤드컵 진출에 기여했다. 롤드컵에서는 팀의 또다른 에이스로 도약하면서 팀의 8강 진출에 기여했다.
2021 스프링 시즌에서는 팀의 에이스로 활약하는 모습을 보여주었다. 2021년 1월 21일에는 1799일만에 우디르를 등장시키며 화제를 모았다. 또한 2021년 3월 21일에 치러진 리브 샌드박스와의 경기에서는 펜타킬을 기록하기도 했다. 팀은 표식의 활약으로 스프링 시즌 포스트 시즌 진출에 성공했으며 시즌 종료 이후 올프로 세컨드팀에 선발되었다. 서머 시즌에는 팀이 시즌 중반까지 1승도 못할 만큼 부진에 빠지면서 표식의 폼도 좋지 못한 모습을 보여주었다.
2022시즌에도 팀에 잔류하였으며 팀의 주전 정글러로 낙점되었다. 하지만 스프링 시즌과 서머 시즌 기간 동안 고점과 저점을 반복해서 보여주는 불안한 모습을 보여주었다. 이로 인해 서머 시즌 막판에는 팀에 새롭게 영입된 주한과 주전 경쟁을 하기도 했으며 월즈 선발전에서는 주한에게 주전을 밀리기도 했다. 리그 오브 레전드 월드 챔피언십 2022에 참가하였으며 플레이인 스테이지에서는 주한과 번갈아가면서 출전을 하였다. 하지만 조별리그부터는 팀의 주전 정글러로 자리잡았다. 8강전인 에드워드 게이밍과의 5세트 경기에서 표식은 상대가 공격하고 있던 용을 스틸하는 슈퍼플레이를 선보이면서 팀의 4강 진출을 이끌었다. 이후 4강전과 결승전에 모두 나섰으며 팀의 첫번째 월드 챔피언십 우승에 기여했다. 2022시즌 종료 후 FA가 되면서 팀에서 퇴단했다.
2023시즌을 앞두고 팀 리퀴드에 입단했다. 이후 팀에서 퇴단했다.
2024시즌을 앞두고 KT 롤스터에 입단했다. 이후 팀에서 퇴단했다.
2025시즌을 앞두고 광동 프릭스에 입단했다. 2년 계약을 체결했다.

## 소속팀
| # | 팀명        | 소속 기간               | 소속 리그 | 비고 |
| - | ----------- | ----------------------- | --------- | ---- |
| 1 | 드래곤X     | 2019.12.03 ~ 2022.11.22 | LCK       |      |
| 2 | 팀 리퀴드   | 2022.12.03 ~ 2023.11.23 | LCS       |      |
| 3 | KT 롤스터   | 2023.11.25 ~ 2024.11.19 | LCK       |      |
| 4 | 광동 프릭스 | 2024.11.19 ~            | LCK       |      |

## 수상 내역
- 우리은행 리그 오브 레전드 챔피언스 코리아 서머 2020 준우승
- 리그 오브 레전드 월드 챔피언십 2020 8강
- 2021 LCK 어워드 TikTok 베스트 LCK 숏하이라이트 상
- 리그 오브 레전드 월드 챔피언십 2022 우승